# Bad Düben
Bad Düben is een plaats en gemeente in de Duitse deelstaat Saksen, gelegen in de Landkreis Nordsachsen. De plaats telt 7.833 inwoners.

## Delen van de gemeente Bad Düben
- Brösen
- Schnaditz
- Tiefensee
- Wellaune

Arzberg ·
Bad Düben ·
Beilrode ·
Belgern-Schildau ·
Cavertitz ·
Dahlen ·
Delitzsch ·
Doberschütz ·
Dommitzsch ·
Dreiheide ·
Eilenburg ·
Elsnig ·
Jesewitz ·
Krostitz ·
Laußig ·
Liebschützberg ·
Löbnitz ·
Mockrehna ·
Mügeln · 
Naundorf ·
Oschatz ·
Rackwitz ·
Schkeuditz ·
Schönwölkau ·
Taucha ·
Torgau ·
Trossin ·
Wermsdorf ·
Wiedemar ·
Zschepplin